# Bram Wiertz
Abraham Wiertz, detto Bram, (Amsterdam, 19 novembre 1919 – Amsterdam, 20 ottobre 2013), è stato un calciatore olandese, di ruolo centrocampista.

## Carriera
A livello di club, Bram Wiertz ha militato tra le file del DWS. Ha giocato anche otto partite con la Nazionale olandese; l'esordio è avvenuto il 27 ottobre 1951, a Rotterdam, contro la Finlandia. Ha preso parte anche alle Olimpiadi di Helsinki 1952, scendendo in campo contro il Brasile.

## Statistiche

### Cronologia presenze e reti in Nazionale
| Cronologia completa delle presenze e delle reti in nazionale ― Paesi Bassi | Cronologia completa delle presenze e delle reti in nazionale ― Paesi Bassi | Cronologia completa delle presenze e delle reti in nazionale ― Paesi Bassi | Cronologia completa delle presenze e delle reti in nazionale ― Paesi Bassi | Cronologia completa delle presenze e delle reti in nazionale ― Paesi Bassi | Cronologia completa delle presenze e delle reti in nazionale ― Paesi Bassi | Cronologia completa delle presenze e delle reti in nazionale ― Paesi Bassi | Cronologia completa delle presenze e delle reti in nazionale ― Paesi Bassi |
| Data                                                                       | Città                                                                      | In casa                                                                    | Risultato                                                                  | Ospiti                                                                     | Competizione                                                               | Reti                                                                       | Note                                                                       |
| -------------------------------------------------------------------------- | -------------------------------------------------------------------------- | -------------------------------------------------------------------------- | -------------------------------------------------------------------------- | -------------------------------------------------------------------------- | -------------------------------------------------------------------------- | -------------------------------------------------------------------------- | -------------------------------------------------------------------------- |
| 27-10-1951                                                                 | Rotterdam                                                                  | Paesi Bassi                                                                | 4 – 4                                                                      | Finlandia                                                                  | Amichevole                                                                 | -                                                                          |                                                                            |
| 25-11-1951                                                                 | Rotterdam                                                                  | Paesi Bassi                                                                | 6 – 7                                                                      | Belgio                                                                     | Amichevole                                                                 | -                                                                          |                                                                            |
| 6-4-1952                                                                   | Anversa                                                                    | Belgio                                                                     | 4 – 2                                                                      | Paesi Bassi                                                                | Amichevole                                                                 | -                                                                          |                                                                            |
| 14-5-1952                                                                  | Amsterdam                                                                  | Paesi Bassi                                                                | 0 – 0                                                                      | Svezia                                                                     | Amichevole                                                                 | -                                                                          |                                                                            |
| 16-7-1952                                                                  | Turku                                                                      | Paesi Bassi                                                                | 1 – 5                                                                      | Brasile                                                                    | Olimpiadi 1952                                                             | -                                                                          |                                                                            |
| 21-9-1952                                                                  | Copenaghen                                                                 | Danimarca                                                                  | 3 – 2                                                                      | Paesi Bassi                                                                | Amichevole                                                                 | -                                                                          |                                                                            |
| 19-10-1952                                                                 | Anversa                                                                    | Belgio                                                                     | 2 – 1                                                                      | Paesi Bassi                                                                | Amichevole                                                                 | -                                                                          |                                                                            |
| 15-11-1952                                                                 | Hull                                                                       | Inghilterra                                                                | 2 – 2                                                                      | Paesi Bassi                                                                | Amichevole                                                                 | -                                                                          |                                                                            |
| Totale                                                                     |                                                                            | Presenze                                                                   | 8                                                                          |                                                                            | Reti                                                                       | 0                                                                          |                                                                            |